# Гритченко, Александр Александрович
Александр Александрович Гритченко — советский военный журналист, капитан 1-го ранга в отставке, заместитель председателя секции ветеранов войны — однополчан Азербайджана. Заслуженный работник культуры Азербайджанской ССР (1960).

## Биография
Александр Гритченко родился 3 января 1922 года в Екатеринославе. В ряды Военно-Морского Флота был призван в октябре 1940 года. Участник Великой Отечественной войны. Участвовал в боевых действиях в составе Черноморского флота, Дунайской и Азовской военных флотилий. Сражался на боевых кораблях и в частях морской пехоты. В завершающий период войны освобождал Болгарию, Румынию, Венгрию, Югославию, Чехословакию, Австрию. Писал очерки во фронтовые газеты.
Награждён орденами и медалями, среди которых болгарские, румынские и чехословацкие.
Закончил редакторский факультет Военно-политической академии имени В. И. Ленина в Москве, затем проходил службу в газете «Тихоокеанская вахта» на Камчатке и Курильских островах.
С 1953 года проходил службу на Краснознамённой Каспийской флотилии в Баку.
Гритченко автор более 20 книг и 100 брошюр на военно-патриотическую тематику.
В 2013 году Александр Гритченко был награждён орденом «Сын Отечества» («Vətən Övladı»). Почётным гостем при вручении стал Чрезвычайный и полномочный посол России в Азербайджане Владимир Дорохин.
11 мая 2015 года секретарём Совета безопасности РФ Николаем Патрушевым Александру Гритченко был вручен «Почётный знак Совета безопасности Российской Федерации».

## Награды

### Ордена и медали
- Орден «Слава» (21 февраля 2012 года) — за активное участие в общественной жизни Азербайджана и заслуги в патриотическом воспитании молодёжи[5]
- Орден «За заслуги» ІІІ степени (5 мая 2010 года, Украина) — по случаю 65-й годовщины Победы в Великой Отечественной войне 1941-1945 годов, за проявленное личное мужество и героизм в освобождении Украины от фашистских захватчиков[6]
- Орден Красного Знамени[7]
- Орден Отечественной войны II степени[8]
- 2 ордена Красной Звезды
- 2 медали «За боевые заслуги»
- Юбилейная медаль «65 лет Победы в Великой Отечественной войне 1941—1945 гг.»[9]
- Почётный диплом Президента Азербайджанской Республики (30 января 2017 года) — за плодотворную деятельность в общественной жизни Азербайджанской Республики и заслуги в патриотическом воспитании молодёжи[10]
- Серебряная медаль «Святого апостола Варфоломея» (2011 год, Бакинская и Прикаспийская епархия)[11]
- Орден «Сын Отечества» («Vətən Övladı») (2013 год)[12]

### Звания и премии
- Заслуженный работник культуры Азербайджанской ССР (1960 год)
- Заслуженный пропагандист Азербайджана (1990 год)
- Лауреат знака Аркадия Гайдара (1984 год)
- Премия «Золотое перо» (1986 год)

## Публикации

### Книги
- А. Гритченко. 50 лет на страже Родины. — Баку, Политотдел ККФ, 1970
- А. Гритченко, Е. Меерович. Каспийская Краснознаменная. — Махачкала, 1974
- А. Гритченко, Е. Меерович. Подвиг на Курилах. — Москва, ДОСААФ, 1975
- А. Гритченко, Е. Меерович. Это было на Каспии. — Алма-Ата, 1976
- А. Гритченко, Е. Меерович. На боевой вахте Каспия. — Ашхабад, 1980
- А. Гритченко, Е. Меерович. Каспийская доблесть: Подвиги каспийцев в мирные дни. — Баку, Азернешр, 1981
- А. Гритченко, А. Джафаров. Гремела атака…. — Баку, Общество «Знание», 1985
- А. Гритченко, Е. Меерович. Каспийцы. — Баку, Азернешр, 1990
- А. Гритченко. Земной поклон женщинам. — Баку, «Военное Издательство», 1997
- А. Гритченко. Героизм сынов и дочерей Азербайджана. — Баку, «Военное Издательство», 2009
- А. Гритченко. Витязь морских глубин. — Баку, «Военное Издательство», 2010